# Akrogiáli
Akrogiáli (Akrogiali) är en ort i Grekland.   Den ligger i prefekturen Messenien och regionen Peloponnesos, i den södra delen av landet, 180 km sydväst om huvudstaden Aten. Akrogiáli ligger 10 meter över havet och antalet invånare är 139.
Terrängen runt Akrogiáli är varierad. Havet är nära Akrogiáli åt nordväst. Runt Akrogiáli är det glesbefolkat, med 12 invånare per kvadratkilometer. Närmaste större samhälle är Kalamata, 9,6 km norr om Akrogiáli. 